# CVV Willemstad
C.V.V. Willemstad is een voetbalclub uit Curaçao die werd opgericht op 28 april 1939. De vereniging is gevestigd in Willemstad.

## Bekende (oud-)trainers/spelers
- Vurnon Anita
- Elson Hooi
- Boy Deul
- Marc van Eijk
- Hensley Meulens
- Caimin Douglas
- Wouter Dronkers
- Abe Knoop
- Brian Leepel